# Columbey-Nationalpark
Der Columbey-Nationalpark ist ein Nationalpark im Osten des australischen Bundesstaates New South Wales, etwa 42 Kilometer nördlich von Newcastle.
Der Nationalpark liegt am nördlich des Williams River und am Südwestufer des Wallaroo Creek, beides Nebenflüsse des Hunter River.